# Петротектоніка
Петротектоніка (рос. петротектоника, англ. petrotectonics, structural petrology, petrofabrics, нім. Petrotektonik f) — розділ петрографії, що вивчає внутрішню будову гірських порід і розміщення в них мінералів. Мікроструктурний (петроструктурний) аналіз гірських порід, дисципліна на стику тектоніки і петрографії, що вивчає структуру динамометаморфізованих порід (тектонітів), а також інтрузивних масивів і деформованих осадових товщ.